# Olearia arguta
Olearia arguta là một loài thực vật có hoa trong họ Cúc. Loài này được (R.Br.) Benth. mô tả khoa học đầu tiên năm 1867.